# Duk (calciatore)
Duk, pseudonimo di Luís Henriques de Barros Lopes (Lisbona, 16 febbraio 2000), è un calciatore portoghese naturalizzato capoverdiano, attaccante del Leganés e della nazionale capoverdiana.

## Carriera

### Club
Cresciuto nel settore giovanile del Benfica, dal 2020 al 2022 totalizza 42 presenze e 11 reti con la squadra riserve. Il 15 luglio 2022 viene acquistato dall'Aberdeen, sottoscrivendo un contratto triennale.

### Nazionale
Ha giocato nelle nazionali giovanili portoghesi Under-18 ed Under-19. Successivamente ha optato per rappresentare il paese delle sue origini, Capo Verde.  L'11 giugno 2022 ha esordito in nazionale maggiore, disputando l'amichevole persa per 1-0 contro l'Ecuador.

## Statistiche

### Presenze e reti nei club
Statistiche aggiornate al 19 maggio 2024.
| Stagione         | Squadra          | Campionato       | Campionato | Campionato | Coppe nazionali | Coppe nazionali | Coppe nazionali | Coppe continentali | Coppe continentali | Coppe continentali | Altre coppe | Altre coppe | Altre coppe | Totale | Totale |
| Stagione         | Squadra          | Comp             | Pres       | Reti       | Comp            | Pres            | Reti            | Comp               | Pres               | Reti               | Comp        | Pres        | Reti        | Pres   | Reti   |
| ---------------- | ---------------- | ---------------- | ---------- | ---------- | --------------- | --------------- | --------------- | ------------------ | ------------------ | ------------------ | ----------- | ----------- | ----------- | ------ | ------ |
| 2019-2020        | Benfica B        | LdH              | 1          | 0          |                 | -               | -               |                    | -                  | -                  |             | -           | -           | 1      | 0      |
| 2020-2021        | Benfica B        | LdH              | 21         | 3          |                 | -               | -               |                    | -                  | -                  |             | -           | -           | 21     | 3      |
| 2021-2022        | Benfica B        | LdH              | 20         | 8          |                 | -               | -               |                    | -                  | -                  |             | -           | -           | 20     | 8      |
| Totale Benfica B | Totale Benfica B | Totale Benfica B | 42         | 11         |                 | -               | -               |                    | -                  | -                  |             | -           | -           | 42     | 11     |
| 2022-2023        | Aberdeen         | SP               | 37         | 16         | CS+CdL          | 1+5             | 0+2             |                    | -                  | -                  |             | -           | -           | 43     | 18     |
| 2023-2024        | Aberdeen         | SP               | 34         | 4          | CS+CdL          | 4+3             | 0               | UEL+UECL           | 2+6                | 0+3                |             | -           | -           | 49     | 7      |
| Totale Aberdeen  | Totale Aberdeen  | Totale Aberdeen  | 71         | 20         |                 | 13              | 2               |                    | 8                  | 3                  |             | -           | -           | 92     | 25     |
| Totale carriera  | Totale carriera  | Totale carriera  | 113        | 31         |                 | 13              | 2               |                    | 8                  | 3                  |             | -           | -           | 134    | 36     |

### Cronologia presenze e reti in nazionale
| Cronologia completa delle presenze e delle reti in nazionale ― Capo Verde | Cronologia completa delle presenze e delle reti in nazionale ― Capo Verde | Cronologia completa delle presenze e delle reti in nazionale ― Capo Verde | Cronologia completa delle presenze e delle reti in nazionale ― Capo Verde | Cronologia completa delle presenze e delle reti in nazionale ― Capo Verde | Cronologia completa delle presenze e delle reti in nazionale ― Capo Verde | Cronologia completa delle presenze e delle reti in nazionale ― Capo Verde | Cronologia completa delle presenze e delle reti in nazionale ― Capo Verde |
| Data                                                                      | Città                                                                     | In casa                                                                   | Risultato                                                                 | Ospiti                                                                    | Competizione                                                              | Reti                                                                      | Note                                                                      |
| ------------------------------------------------------------------------- | ------------------------------------------------------------------------- | ------------------------------------------------------------------------- | ------------------------------------------------------------------------- | ------------------------------------------------------------------------- | ------------------------------------------------------------------------- | ------------------------------------------------------------------------- | ------------------------------------------------------------------------- |
| 11-6-2022                                                                 | Fort Lauderdale                                                           | Ecuador                                                                   | 1 – 0                                                                     | Capo Verde                                                                | Amichevole                                                                | -                                                                         |                                                                           |
| 23-9-2022                                                                 | Manama                                                                    | Bahrein                                                                   | 1 – 2                                                                     | Capo Verde                                                                | Amichevole                                                                | -                                                                         |                                                                           |
| 24-3-2023                                                                 | Praia                                                                     | Capo Verde                                                                | 0 – 0                                                                     | eSwatini                                                                  | Qual. Coppa d'Africa 2023                                                 | -                                                                         |                                                                           |
| 19-6-2023                                                                 | Praia                                                                     | Capo Verde                                                                | 3 – 1                                                                     | Burkina Faso                                                              | Qual. Coppa d'Africa 2023                                                 | -                                                                         | 46’                                                                       |
| 16-11-2023                                                                | Praia                                                                     | Capo Verde                                                                | 0 – 0                                                                     | Angola                                                                    | Qual. Mondiali 2026                                                       | -                                                                         | 80’                                                                       |
| 29-5-2025                                                                 | Kuala Lumpur                                                              | Malaysia                                                                  | 1 – 1                                                                     | Capo Verde                                                                | Amichevole                                                                | -                                                                         | 46’                                                                       |
| Totale                                                                    |                                                                           | Presenze                                                                  | 6                                                                         |                                                                           | Reti                                                                      | 0                                                                         |                                                                           |